# Unguispinosus hodgsoni
Unguispinosus hodgsoni is een naaldkreeftjessoort uit de familie van de Parapseudidae. De wetenschappelijke naam van de soort is voor het eerst geldig gepubliceerd in 2000 door Bamber.